# Olofström
Olofström este un oraș în Suedia.

## Demografie
| \| Evoluția demografică a zonei urbane Olofström, 1970–2015 \| Evoluția demografică a zonei urbane Olofström, 1970–2015 \| Evoluția demografică a zonei urbane Olofström, 1970–2015 \| Evoluția demografică a zonei urbane Olofström, 1970–2015 \| Evoluția demografică a zonei urbane Olofström, 1970–2015 \| \| --------------------------------------------------------------------------------------- \| -------------------------------------------------------- \| -------------------------------------------------------- \| -------------------------------------------------------- \| -------------------------------------------------------- \| \| An \| \| \| Locuitori \| \| \| 1970 \| 1970 \| \| 10.482 \| 10.482 \| \| 1975 \| 1975 \| \| 10.096 \| 10.096 \| \| 1980 \| 1980 \| \| 8.822 \| 8.822 \| \| 1990 \| 1990 \| \| 8.298 \| 8.298 \| \| 1995 \| 1995 \| \| 8.220 \| 8.220 \| \| 2000 \| 2000 \| \| 7.690 \| 7.690 \| \| 2005 \| 2005 \| \| 7.382 \| 7.382 \| \| 2010 \| 2010 \| \| 7.327 \| 7.327 \| \| 2015 \| 2015 \| \| 7.526 \| 7.526 \| \| Sursa: SCB - Statistika Centralbyrån, Folkmängden per tätort. Vart femte år 1960 - 2016 \| \| \| \| \| |      |  |           |        |
| Evoluția demografică a zonei urbane Olofström, 1970–2015 |      |  |           |        |
| An |      |  | Locuitori |        |
| 1970 | 1970 |  | 10.482    | 10.482 |
| 1975 | 1975 |  | 10.096    | 10.096 |
| 1980 | 1980 |  | 8.822     | 8.822  |
| 1990 | 1990 |  | 8.298     | 8.298  |
| 1995 | 1995 |  | 8.220     | 8.220  |
| 2000 | 2000 |  | 7.690     | 7.690  |
| 2005 | 2005 |  | 7.382     | 7.382  |
| 2010 | 2010 |  | 7.327     | 7.327  |
| 2015 | 2015 |  | 7.526     | 7.526  |
| Sursa: SCB - Statistika Centralbyrån, Folkmängden per tätort. Vart femte år 1960 - 2016 |      |  |           |        |